# Usipeter

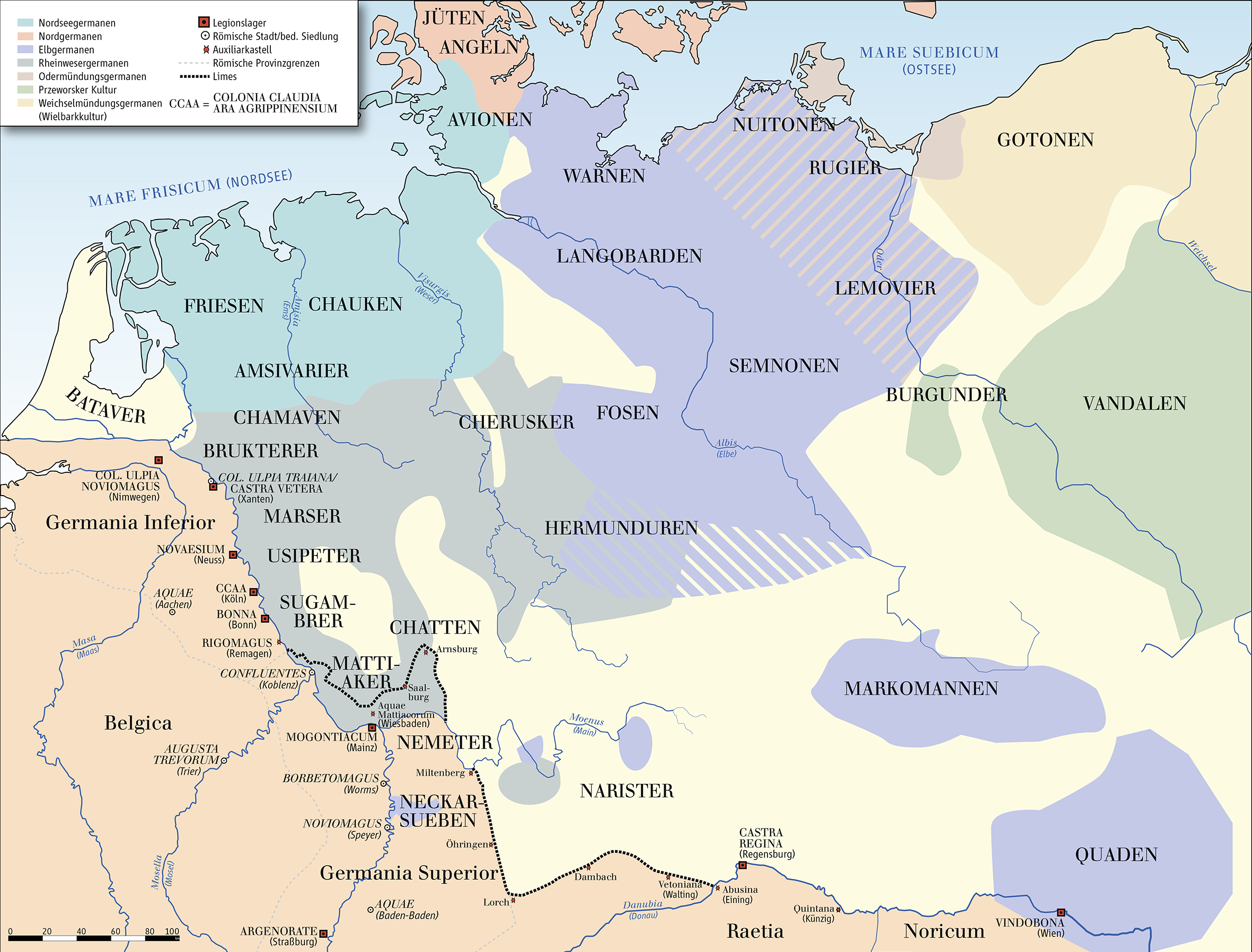
Usipeter und der suebische Stamm der Hermunduren

Die Usipeter (auch: Usiper, Usipier, lateinisch Usipetes, Usipii, altgriechisch Οὐσιπέται, Οὐσίπιοι Ousipioi) waren ein zuerst durch Gaius Iulius Caesars De bello Gallico bezeugter germanischer Volksstamm rechtsseitig am Niederrhein.
Um das Jahr 55 v. Chr. verließen die Usipeter ihr angestammtes Siedlungsgebiet, da sie von ihren östlichen Nachbarn, den Sueben, bedrängt wurden. Sie wanderten zur Rheinmündung, ein Teil bog nach Westen ab und zog die Maas hinauf.
Cäsar ließ 55 v. Chr. an der Mündung von Maas und Waal bei Kessel und Heerewarden in der Provinz Gelderland von acht Legionen bis zu 200 000 Tenkterer und Usipeter – Frauen, Kinder und die hoffnungslos unterlegenen Krieger – einkesseln und ermorden, da sie um Siedlungserlaubnis im Flussdelta ersuchten – ein damals nicht unübliches Gesuch um asylum. Caesar zwang die Usipeter, in ihr altes Siedlungsgebiet jenseits des Rheins zurückzukehren. Dort konnten sie ihre alten Siedlungsgebiete noch beträchtlich erweitern.
Die östliche Grenze Galliens war bis zum Jahr 15 v. Chr. ohne dauerhafte Stationierung römischer Truppen geblieben, obwohl bereits Caesar, der Gallien einschließlich der linksrheinischen Gebiete Germaniens erobert hatte, den Rhein als Grenzlinie zwischen dem imperium romanum und den germanischen Stämmen propagiert hatte. Ohne militärische Präsenz am Rhein blieb aber die militärische Lage an Galliens Ostgrenze instabil. Es kam wiederholt zu Einfällen germanischer Stämme und anschließenden (schlecht koordinierten) Strafexpeditionen der Römer.
Es waren vor allem zwei Gründe, die die Germanen veranlassten, den Rhein zu überschreiten:
1. Der suebische Druck, der auf den Ubiern lastete und der Usipeter und Tenkterer zum Verlassen ihrer ursprünglichen Heimat zwang (Ansiedlungsversuche).
2. Der Versuch der Gallier, germanische Truppen als Söldner anzuwerben.

Zweimal hatte Caesar zur Abschreckung den Rhein überquert (55 und 53 v. Chr.), um zu verhindern, dass ein nicht zu kontrollierender Zustrom germanischer Krieger die gallischen Hoffnungen auf Unabhängigkeit wachhielt. Caesars Germanienpolitik zielte damit letztlich auf die Absicherung Galliens. Zu diesem Zweck schloss er auch mit rechtsrheinischen Stämmen Verträge, die sie zum Schutz der Rheingrenze verpflichteten.
Seit den Rheinübergängen Caesars und seinen kurzen, ergebnislosen Vorstößen nach Germanien hatte sich aber nur zu deutlich gezeigt, dass die mühsam erkämpfte römische Herrschaft über Nordostgallien durch Einfälle rechtsrheinisch-germanischer Kriegerscharen im Bündnis oder im Solde rebellierender gallischer Völkerschaften immer wieder ernsthaft gefährdet werden konnte.
Im Jahre 16 v. Chr. ermordeten Sugambrer (Sigambrer), Usipeter und Tenkterer Römer im rechtsrheinischen Germanien, führten anschließend einen Plünderungszug nach Gallien, besiegten die sie verfolgende römische Reiterei und schließlich sogar die 5. Legion. Diese Niederlage (clades Lolliana) war ein schwerer Schlag für das imperiale Prestige des Augustus. Die Germanen entzogen sich der Auseinandersetzung und gingen einen (Schein-)Frieden ein.
Das Legionslager Vetera kontrollierte gegenüber der Lippemündung die Siedlungsgebiete der rechtsrheinischen Stämme der Sugambrer, Brukterer, Tenkterer und Usipeter. Es waren genau diese Völkerschaften, auf deren Konto die Einfälle in Gallien gingen. Durch das Lippetal war eine Verbindung Veteras mit der Münsterländer Bucht gegeben.
Sugambrer und andere mit ihnen verbündeten Stämme brachen im Jahre 12 v. Chr. erneut in Gallien ein, als dort aufgrund des ersten Provinzialcensus schwere Unruhen herrschten. Drusus drängte mit einem Truppenaufgebot die Eindringlinge zurück und eröffnete auf der anderen Rheinseite unmittelbar nach dem 1. August 12 v. Chr. eine Strafexpedition, die den Beginn der Drusus-Feldzüge (12 bis 8 v. Chr.) markierte. Der Einmarsch in Germanien ging von niederrheinischem Gebiet zunächst in das Land der Usipeter (Südosten der heutigen Provinz Gelderland), dann gegen die zwischen Lippe und Ruhr siedelnden Sugambrer, die Strabon als Verursacher für den Kriegsausbruch bezeichnet. Die Sugambrer wurden später, ähnlich wie zuvor schon die Ubier, von den Römern auf der linken Rheinseite angesiedelt. Ihre freigewordenen Siedlungsgebiete auf der rechten Rheinseite wurden bis zum Ende des ersten Jahrhunderts n. Chr. von den Usipetern in Besitz genommen, gemeinsam mit den Tenkterern, mit denen sie häufig zusammen erwähnt werden. Die Usipeter kämpften möglicherweise in den Jahren 1 bis 5 n. Chr. (immensum bellum) und 9 n. Chr. (Varusschlacht) gegen Rom. Für die Jahre 14 bis 16 n. Chr. (Germanicus-Feldzüge) ist ihre Kriegsbeteiligung überliefert.
Das spätere Gebiet von Usipetern und Tenkterern auf der rechten Rheinseite erstreckte sich zwischen den Gebieten der Brukterer und Chatten. Die Tenkterer siedelten südlich bis zur Sieg, die Usipeter darüber hinaus bis zur unteren Lahn.
Im 4. Jahrhundert gingen die Usipeter im Stammesbund der Franken auf.